# Eisenbahnunfall von Tembi
Der Eisenbahnunfall von Tembi ereignete sich am späten Abend des 28. Februar 2023 auf der Bahnstrecke Piräus–Platy in der griechischen Region Thessalien zwischen den Orten Evangelismos und Tembi. Ein Reisezug stieß dabei mit einem entgegenkommenden Güterzug frontal zusammen. Bei dem schwersten Eisenbahnunfall in der Geschichte Griechenlands starben mindestens 57 Menschen, 25 weitere erlitten schwere Verletzungen.

## Ausgangslage

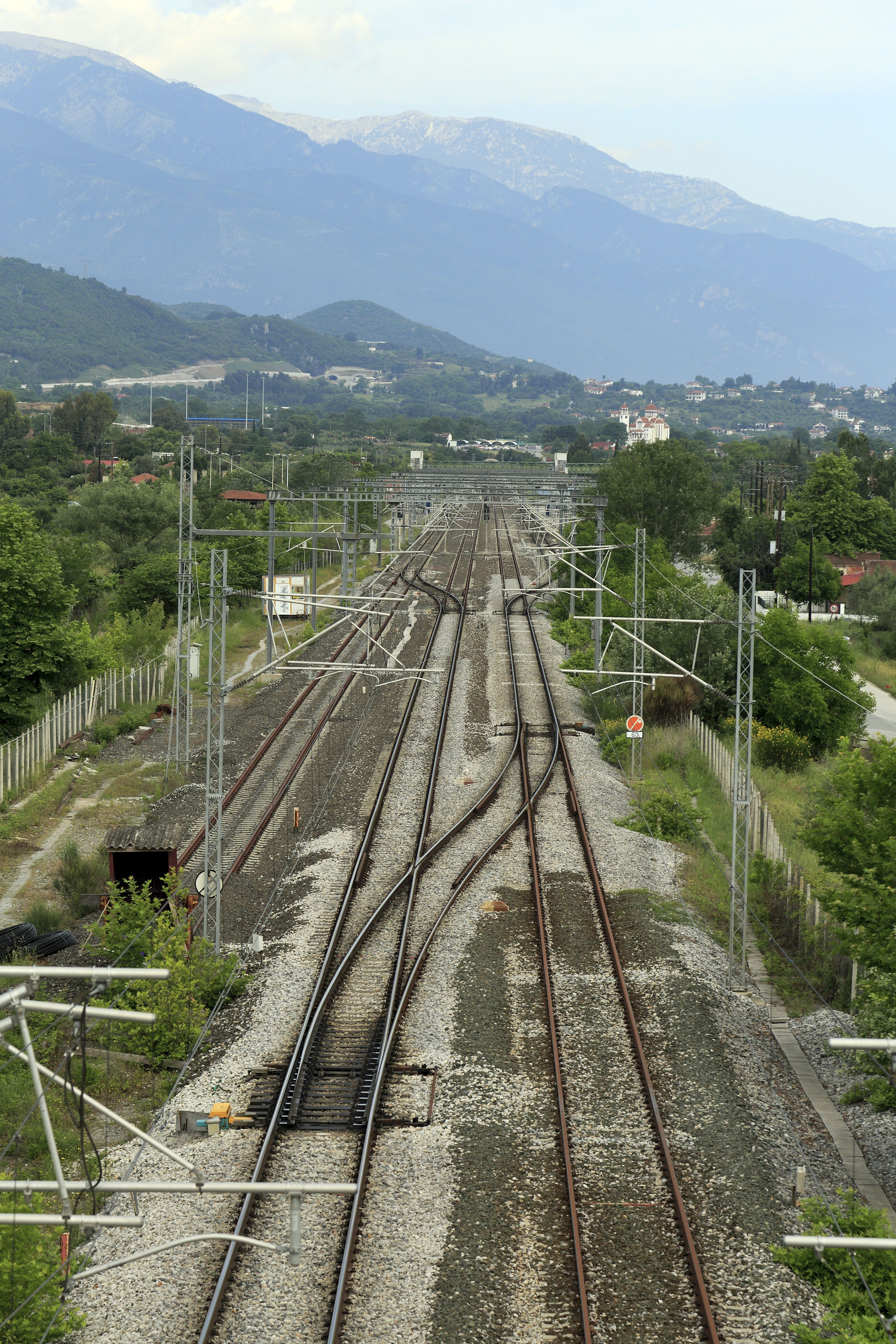
Bereits im Jahr 2016 war das Richtungsgleis Lárisa–Néi Póri gesperrt. Nur die befahrene Weiche im Bahnhof Néi Póri wird umgestellt. Die Signale bleiben in Haltlage. Im Bahnhof selbst läuft sämtlicher Zugverkehr über die abzweigenden Bahnsteiggleise, die für durchlaufende Züge konzipierten Streckengleise in der Mitte sind unbefahren.

### Infrastruktur
Beide Züge befuhren die Strecke Piräus–Platy, die vom staatlichen Eisenbahninfrastrukturunternehmen Organismos Sidirodromon Ellados (OSE) betrieben wird, in entgegengesetzter Richtung. Die Strecke wurde als Magistrale zwischen Athen und Thessaloniki bis 2019 für eine zulässige Höchstgeschwindigkeit von 160 km/h ausgelegt, dafür abschnittsweise neu trassiert, durchgehend zweigleisig ausgebaut und elektrifiziert. Der Einbau von zeitgemäßen Stellwerken mit Streckenblockeinrichtungen für Gleiswechselbetrieb und der Zugbeeinflussung ETCS Level 1 war vorgesehen, wurde 2014 beauftragt und hätte 2016 fertiggestellt sein sollen. Zum einen kamen die Auftragnehmer ihren Verpflichtungen nicht nach, zum anderen unternahmen die Verantwortlichen bei der OSE nichts dagegen und versäumten zudem, Genehmigungen rechtzeitig zu erteilen. All das stellte ein Bericht der griechischen Transparenzbehörde bereits 2021 fest. Der Zugverkehr wird deshalb wie sonst nur auf Nebenbahnen ohne technische Sicherung mit Zugmeldungen zwischen den Fahrdienstleitern geführt. Der Kontakt zwischen Lokpersonalen und Fahrdienstleitern erfolgt durch Funktechnik. Die Unfallstelle liegt in einem Gleisbogen. Standard ist der Betrieb im Rechtsverkehr. Der Streckenabschnitt, auf dem sich der Unfall ereignete, wurde jedoch schon länger nur eingleisig befahren.

### Züge
Intercity
Ein Fahrleitungsschaden im Bahnhof Paleofarsalos führte bereits früher am Tag zu erheblichen Störungen im Zugverkehr. Deshalb verließ der IC 62 den Bahnhof Athen um 19:30 Uhr mit einiger Verspätung. Betrieben wurde der Zug von dem Eisenbahnverkehrsunternehmen Hellenic Train, eine Tochtergesellschaft der Holding der italienischen Ferrovie dello Stato Italiane (FS).
Den Zug zog die elektrische Lokomotive 120 023 („Hellas-Sprinter“). Unmittelbar hinter der Lokomotive lief ein Speisewagen, dem vier Personenwagen folgten. Seinen letzten Verkehrshalt hatte der Zug im Bahnhof Larisa. In Thessaloniki sollte der Zug um 23:35 Uhr ankommen, planmäßige Halte waren um 22:11 Uhr in Larisa und 22:53 Uhr in Katerini vorgesehen – zu letzterem kam es nicht mehr.
Zum Unfallzeitpunkt befanden sich 342 Reisende im Zug, darunter viele Studenten, die nach einem langen Wochenende in der Region Athen zurück nach Thessaloniki reisten. Weiter befanden sich zehn Mitarbeiter des Eisenbahnunternehmens im Zug, davon vier auf der Lokomotive.
Bereits südlich von Larisa befuhr der Zug das Gleis der Gegenrichtung. Nördlich von Larisa hätte er wieder auf das rechte Gleis wechseln sollen. Als der Zug sich dem Kollisionspunkt näherte, war er mit mehr als 140 km/h unterwegs.
Güterzug
Der Güterzug war mit der Zugnummer 63503 in der Gegenrichtung, von Thessaloniki Richtung Athen, in Doppeltraktion mit zwei Lokomotiven der Baureihe 120 unterwegs. Ladegut waren Stahlbleche und Container. In der führenden Lokomotive befanden sich zwei Eisenbahner. Als der Zug sich dem Kollisionspunkt näherte, war er mit etwa 100 km/h unterwegs.

## Unfallhergang
Der Fahrdienstleiter des Bahnhofs Larisa, der für den Streckenabschnitt verantwortlich war, hatte nur etwa 40 Tage Betriebserfahrung, seine theoretische und praktische Ausbildung war sowohl unvollständig als auch unzureichend. Der 59-jährige, der zuvor als Gepäckträger sowie als Bote im Kulturministerium arbeitete, hatte erst 2022 seine Ausbildung als Fahrdienstleiter begonnen, obwohl die Altersgrenze dafür bei 42 Jahren liegt.
Ein OSE-Inspektor hatte ihm für diese Nacht die Schicht zugewiesen. Zwei Fahrdienstleiter, die bis 23 Uhr ebenfalls Dienst hatten, verließen ihren Arbeitsplatz aber früher. Der verbliebene Fahrdienstleiter erteilte den Abfahrauftrag für den IC, ohne die Weiche auf das Gleis der Regelfahrtrichtung umzustellen, das der Zug nördlich von Larisa hätte befahren sollen. Nach Presseberichten versuchten sowohl der Triebfahrzeugführer des IC als auch der für den anschließenden Bereich zuständige Fahrdienstleiter im Bahnhof Nei Pori, mit dem Kollegen in Larissa Kontakt aufzunehmen – vergeblich.
An der Unfallstelle befuhr so der Güterzug das Regelgleis rechts, während der Reisezug weiter auf dem linken, dem Gegengleis, unterwegs war. Damit fuhren beide Züge auf demselben Gleis aufeinander zu. Um 23:21 Uhr stießen die Züge mit einer Relativgeschwindigkeit von etwa 240 km/h frontal zusammen.

## Folgen

### Unmittelbare Folgen
57 Menschen starben, weitere 85 wurden verletzt, davon 25 schwer.
Die drei beteiligten Lokomotiven wurden zerstört, die ersten Wagen beider Züge entgleisten, darunter auch die ersten vier Wagen des Intercity, dessen erste beiden Wagen zur linken Seite aus dem Gleis geschleudert wurden. Im Speisewagen kam es zu einer Explosion, deren Ursache unklar blieb, und einem folgenden Brand. Die Trümmer des Fahrzeugs brannten aus.

### Mittelbare Folgen
Der griechische Verkehrsminister Kostas Karamanlis trat am 1. März 2023 von seinem Amt zurück und erklärte, dass die aktuelle Regierung die griechische Bahn dreieinhalb Jahre zuvor in einem Zustand übernommen habe, „der nicht ins 21. Jahrhundert passt“. Er fühlte sich jedoch nach eigener Aussage verpflichtet, die politische Verantwortung für die Fehler des griechischen Staates zu übernehmen.
Die Parlamentswahlen wurden verschoben.
Der zum Unfallzeitpunkt diensthabende Fahrdienstleiter des Bahnhofs Larisa, der für den Streckenabschnitt verantwortlich war, wurde festgenommen – ihm wird fahrlässige Tötung vorgeworfen. Gleichfalls festgenommen wurde der für die Schichteinteilung zuständige OSE-Inspektor und die beiden Fahrdienstleiter, die ihren Arbeitsplatz vor Schichtende verlassen hatten. Ihnen wird Störung der Verkehrssicherheit mit Todesfolge, sowie Körperverletzung vorgeworfen.
Zum Unfallzeitpunkt war die griechische Unfalluntersuchungsbehörde EODASAAM noch nicht arbeitsfähig. Sie nahm die Untersuchungen erst ein Jahr nach dem Unfall auf. Nach einem weiteren Jahr veröffentlichte sie 2025 ihren Bericht. Darin werden zahlreiche Mängel in der Sicherheitsstruktur der griechischen Eisenbahn benannt und 17 Empfehlungen zu deren Verbesserung ausgesprochen. Die Ursache des auf den Unfall folgenden Großbrandes blieb aber weiter ungeklärt. EODASAAM entschied sich gleichwohl, den Bericht zu veröffentlichen, damit die Verbesserungsvorschläge so schnell wie möglich umgesetzt werden können.
Ab dem 2. März 2023 demonstrierten tausende Menschen in Athen und Thessaloniki über Wochen, wobei der Unfall den Anlass bildete und als Symbol griechischen Politikversagens gewertet wurde.
Der dem Unfall folgende Generalstreik legte den gesamten Schienenverkehr in Griechenland für mehr als drei Wochen lahm, was im Güterverkehr zu großen Problemen im Hafen von Piräus führte, wo die Zahl der nicht abgefahrenen Container im vierstelligen Bereich lag. OSE, Hellenic Train und Eisenbahnergewerkschaften vereinbarten Geschwindigkeitsbegrenzungen auf den technisch nicht gesicherten Streckenabschnitten und die mindestens doppelte Besetzung aller Führerstände – für die IC wurden sogar drei Lokomotivführer pro Zug vereinbart. Ab dem 22. März 2023 wurde der Bahnverkehr mit den Vorortlinien in den Ballungsräumen wieder aufgenommen, am 29. März 2023 folgte der Güterverkehr. Seit dem 3. April verkehrten auch wieder zwei IC-Zugpaare, je eines zwischen Athen und Thessaloniki und eines zwischen Athen und Kalambaka.

#### Öffentliche Proteste und Forderungen nach Gerechtigkeit
Am 26. Januar 2025, knapp zwei Jahre nach dem Vorfall, versammelten sich Zehntausende Menschen in ganz Griechenland, um „Gerechtigkeit“ für die Opfer des Unfalls zu fordern. In Athen protestierten über 30.000 Demonstranten, während in Thessaloniki etwa 16.000 Menschen auf die Straße gingen. Auch in anderen griechischen und europäischen Städten kam es zu Demonstrationen. Die Protestierenden kritisierten, dass bis zu diesem Zeitpunkt niemand für den Unfall zur Rechenschaft gezogen worden war und dass die Todesursachen der Opfer nicht ausreichend untersucht worden seien. Es besteht in einigen Fällen Unklarheit darüber, ob der Tod durch die Kollision oder das nachfolgende Feuer verursacht wurden.
Am 28. Februar 2025 gab es erneut einen Generalstreik und große Demonstrationen: Schätzungen zufolge waren die Versammlungen landesweit die größten in der Geschichte Griechenlands seit dem Sturz der Militärdiktatur 1974. Für die Kundgebung in Athen wird die Zahl der Demonstranten auf über 800.000 geschätzt, wobei die kleinen Straßen rund um den Syntagma-Platz nicht mitgerechnet werden, während Schätzungen sogar von einer Million sprechen. Der Polizeibericht sprach von 180.000 Menschen. Es kam dabei zu schweren Randalen und Straßenschlachten. In Berlin versammelten sich 1000 Menschen vor der griechischen Botschaft.

#### Politische Reaktionen und Kontroversen
Ministerpräsident Kyriakos Mitsotakis hatte bis zu den Protesten wiederholt bestritten, dass illegale oder entflammbare Fracht von dem in den Unfall verwickelten Zug transportiert wurde. Nach den massiven Protesten und der anhaltenden Kritik, die auch Vorwürfe der Vertuschung und der Verzögerung der Justiz einschlossen, änderte Mitsotakis am 30. Januar 2025 seine Haltung. Er ließ die Möglichkeit offen, dass der Güterzug möglicherweise unbekannte und gefährliche Fracht transportiert hatte.

### Juristische Aufarbeitung
Die griechische Staatsanwaltschaft hat die Tonaufzeichnungen der Gespräche zwischen Fahrdienstleitern und Fahrpersonal erst sechs Wochen nach dem Unfall angefordert. Diese waren allerdings routinemäßig nach 15 Tagen aus Datenschutzgründen gelöscht worden.
Die Europäische Staatsanwaltschaft hat gegen 23 Personen Anklage wegen Subventionsbetrugs erhoben, die im Zusammenhang mit dem über Jahre verzögerten und bis dato misslungenen ETCS-Ausbau der Eisenbahninfrastruktur zwischen Athen und der bulgarischen Grenze befasst waren. Das Projekt wurde überwiegend durch den EU-Kohäsionsfonds finanziert. Die Strafverfolgung der ehemaligen griechischen Verkehrsminister Christos Spirtzis und Kostas Karamanlis hat das Griechische Parlament abgelehnt.
Die Vorwürfe und die am 30. Januar 2025 veränderte Stellungnahme des Präsidenten führten zu einer erneuten Untersuchung des Vorfalls und der Fracht des Güterzuges. Diese Entwicklungen werfen ein Schlaglicht auf die Sicherheitspraktiken und die Transparenz der griechischen Eisenbahnen sowie auf die Verantwortlichkeit der politischen Führung in Krisensituationen.
Diese Ereignisse haben die öffentliche Debatte über die Rolle der Regierung bei der Aufklärung von Tragödien und der Durchsetzung von Rechenschaftspflicht in Griechenland weiter angeheizt. Die Forderungen der Demonstranten und die politischen Reaktionen darauf könnten langfristige Auswirkungen auf die griechische Politik und die Sicherheitsvorschriften im Eisenbahnsektor haben.